# 森一丁
森 一丁（もり いっちょう、4月6日 - ）は、日本のナレーター、DJ、俳優。福岡県出身。青二プロダクション所属。

## 来歴・人物
- 当初はシグマ・セブンに所属していたが、2022年6月30日をもって退所[8]。同年7月1日より青二プロダクションに移籍した[9]。
- 高低差のある声を使い分け、ニュースからバラエティまで、番組によって全く違う声のナレーションとなる。
- かつて、森木林（もりきりん）という芸名で小劇場に出ていたことがある。
- 出身校である福岡市立高宮中学校は、タレントのタモリ・森口博子・博多華丸、歌手の氷川きよしらも輩出している。
- 福岡県立太宰府高等学校卒業。
- 役者として舞台・映像活動を経て、ナレーター・タレントの道へ進んだ。
- 趣味はスキューバダイビング・ゴルフ・野球・フットサル・サイクリング・釣り・陶芸。
- 釣り好きが高じて船舶免許を取得している。

## エピソード
- Xbox 360のXbox Liveの情報番組『インサイド Xbox』でのElectronic Entertainment Expo 2009の取材において、『ベヨネッター！』と連呼するなどテンションの高い様子が配信され、話題となる。後に取材初日に衣装以外、全ての荷物を置引きされていたことが判明する。
- 同じくインサイド Xboxの『ドリームクラブ』の回において、ドリームエックスクリエイト代表との怪しげなやりとりが人気を博する。
- 本人がゲーマーということもあってか、インサイド Xboxを降板した後もゲーム関連イベントの司会を務めることが多い。
- 2009年に大江戸線新宿駅構内に飛び込もうとした女性を止め、表彰された。
- 本人がパーソナリティを務めるラジオでは「ラッキーは続かないがハッピーは続けられる」というのが冒頭の挨拶である。
- The 6th KONAMI Arcade ChampionshipのSOUND VOLTEXのステージでは、イベント中にスタッフの集計ミスなどのトラブルがあったのにもかかわらず、冗談交じりをしつつも会場を盛り上げるように進行を行った。そのため、イベントは大成功に終わり、Twitter上では「森一丁」がトレンド入りするなどネット上で話題となった。
- The 8th KONAMI Arcade ChampionshipのDrumManiaの決勝ステージでは、登壇したファイナリストが突然マイクを奪い、運営の不正を主張、その後、辞退を申し出る騒ぎがあったが、しっかり立ち回り、場を納めて盛り上げた。再びTwitter上では「森一丁」がトレンド入りした。

## 出演

### 現在の出演番組
- 「ネタパレ」（フジテレビ）
- 「ぽかぽか」金曜コーナー（ナレーション）
- 「ランファンQUEST」（TBS）
- 「KNTVチャンネルナビゲート」（KNTV）
- 「スターゴルフマッチⅢ」（ゴルフネットワーク）
- 「飯島直子の今夜一杯いっちゃう?」（BSフジ）

### 過去の出演番組

#### フジテレビ
- 「ネタパレ」（ナレーション）
- 「新しいカギ」（ナレーション）
- 「MONDAY FOOTBALL R」（ナレーション）
- 「ガリレオ」（ドラマ内ラジオDJ出演）
- 「ココロウゴーク」（ナレーション）
- 「コモセンの壁〜世界常識協議会〜」（ナレーション）
- 「めざましテレビ」
- 「プライオリTV」（ナレーション）
- 「直撃LIVE グッディ!」月〜金（生ナレーション）
- 「バイキングMORE」月〜金（生ナレーション[10]）
- 「それいけ＃オダイバンビ」（ナレーション）
- 「ReC 人狼×ゾンビ　裏切者は誰だ?」（ナレーション）
- 「実録！奇跡の救出劇」（ナレーション）

#### 日本テレビ
- 「news every.」（ナレーション）
- 「ZIP!」（ナレーション）
- 「24時間テレビ　愛は地球を救う」（ナレーション）
- 「1億人の大質問⁉笑ってコラえて！」（ナレーション）
- 「ニノさん」（ナレーション）
- 「SUPER SURPRISE」（月曜ナレーション）
- 「踊る!さんま御殿!!」（再現VTR出演）
- 「モバポスGREAT」（ナレーション）
- 「モバタレGREAT」（ナレーション）
- 「極上鍋を食べ尽くし! ナベワゴンみちのく旅」（ナレーション）
- 「すぐさま！始めマスター」（ナレーション）
- 「くりぃむカズVS100人の天才」（ナレーション）

#### 読売テレビ
- 「HAMASHO」（ナレーション）
- 「抱きしめたいっ!」（ナレーション）
- 「アフリカのツメ」（ナレーション）
- 「浜ちゃんファミリー豪華旅行 vol.1&2」（ナレーション）
- 「無添加ですよ!」（ナレーション）

#### テレビ朝日
- 「羽鳥慎一モーニングショー2023年をザワつかせたニュース100連発!!」（ナレーション）
- 「ガムシャラ!」（ナレーション）
- 「すくいず!（ナレーション）
- 「電脳ヒルズ（ナレーション）

#### TBS
- 「エンタの味方!」（ナレーション）
- 「E娘!」（ナレーション）
- 「青木さやか・美人の素」（ナレーション）
- 「美人の素」（ナレーション）
- 「正三郎の部屋」（ナレーション）
- 「赤坂ロック座」（ナレーション）
- 「お買い物大図鑑」（ナレーション）
- 「マシマシものまねGP」（ナレーション）

#### テレビ東京
- 「ヒットも秘密! 世界オモシロCMグランプリ」（ナレーション）
- 「突然!!○○禁止生活」（ナレーション）
- 「ロック兄弟」（ナレーション）
- 「スタメンバンド」（ナレーション）
- 「電脳おやじ」（ナレーション）
- 「ガレッジ×ビレッジ」（ナレーション）
- 「日曜ビックバラエティ　あなたのゴミがお宝に！平成のリサイクル密着24時」（ナレーション）
- 「日曜ビックバラエティ　プロなのに0円生活」（ナレーション）
- 「日曜ビックバラエティ　どうしてこうなった⁉どん底人生からの救出SP」（ナレーション）
- 「東京アイドル戦線」（ナレーション）

#### TOKYO MX
- 「高級シルクの肌ざわり」（司会出演）
- 「超アイドル戦線」（ナレーション）
- 「ARP Backstage Pass」（東京MXテレビ・BS11）

#### 関西テレビ
- 「ストレスぶった斬りバラエティー解決!!イライラ侍」（ナレーション）

#### BSフジ
- 「コサキンエンタメハウス」（ナレーション）
- 「グラドル女学院」（ナレーション）
- 「ロマサガの魅力を探せ」（ナレーション）
- 「やっぱり香港！今すぐしたい10のコト」（ナレーション）

#### BS朝日
- 「世界と戦った若き侍たち U18侍JAPAN同窓会」（ナレーション）
- 「シネマアディクト」（BSテレ東）

#### BS日テレ
- 「サークルリンクTV」（ナレーション）
- 「全国小学生ミラクルクイズ」（ナレーション）
- 「60億人の常識・非常識」（ナレーション）
- 「韓流＆K-POP NOW」（ナレーション）
- 「哀川翔の世界の果てまで釣ってやる」（ナレーション）

#### BS-i
- 「℃-uteのチャレンジTV」（ナレーション）
- 「愛しの仕事さま。」（ナレーション）

#### BSテレ東
- 「マルっと欲張り！お土産ジャーニー～鹿児島・指宿編～」（ナレーション）

#### BSジャパン
- 「島田秀平の恐怖世界」（ナレーション）

#### BS11
- 「家電's Walker」（出演）
- 「地球遊び」（ナレーション）
- 「ビーナス・ファイト」（ナレーション）
- 「大人の自由時間“マジック・ナイト”」（司会出演）

#### BS釣りビジョン
- 「トロフィーフィッシュ」（ナレーション）
- 「JB ELITE5 2013」（ナレーション）
- 「バスギャラリー　バーニー・シュルツ」（ナレーション）
- 「ビギナーズラック」（ナレーション）
- 「鮎2014神奈川県酒匂川・土用隠れ攻略！」（ナレーション）
- 「鮎2015　興津川攻略」（ナレーション）
- 「鮎2016　達人の眼～鮎の付き場を見極めろ～」（ナレーション）
- 「カウンター」（ナレーション）
- 「ファミリーフィッシング」（ナレーション）
- 「AREA WARS」（ナレーション）
- 「厳選宿情報」（ナレーション）

#### テレ朝チャンネル
- 「ダチョ・リブレ」（ナレーション）
- 「WAHAHA本舗の世界で一番面白いTV（ナレーション）」
- 「WAHAHA本舗厳選 名湯!苦湯!あんまりいきたくない日本の温泉」（ナレーション）
- 「ガムシャラJ's祭り（Party）」（ナレーション）

#### JCM
- 「ツールがおもしろい5つのワケ~ツール・ド・フランス ナビ」（ナレーション）
- 「ゴルフ100切り選手権」（ナレーション）

#### サムライTV
- 「プロレスリングSEM」（プロレス実況）
- 「S-BRAKE」（ナレーション）

#### キッズステーション
- 「アニぱら音楽館」（ナレーション）

#### USEN
- 「J-POP NEXT USEN HITS」（ナビゲーター）
- 「U-WIDE ZOOM」（ナビゲーター）
- 「AtoK」（ナレーション）

#### Xbox Live
- 「インサイド Xbox」（司会出演）

#### goomo
- 「桜組」（ナレーション）

### 映画
- 「ピエタ」
- 「舞妓Haaaan!!!」

### ラジオ
- 「OH! HAPPY MORNING」（JFN系列）
- 「LIVE80」（TOKYO FM）
- 「U-WIDE ZOOM」（USEN）
- 「USEN MONTHLY SPECIAL」（USEN）
- 「REDS Power Of Town」（REDS WAVE）
- 小島プロダクション 「RISING RADIO REVENGE OF KORE-P」
- 「RADIO SEVEN」（bayfm）

### ボイスオーバー
- 「池袋ウエストゲートパーク」BeeTV
- 「柴田さんちのエリザベス」BeeTV
- 「Kinect スポーツ：シーズン2」Xbox 360

### ゲーム
- 「コール オブ デューティ　モダン・ウォーフェア3」（スクウェア・エニックス）
- 「VenusFountain」（コナミデジタルエンタテインメント）
- 「beatmania IIDX 25 CANNON BALLERS」システムボイス（コナミアミューズメント）
- 「OVERHIT」震天の神域ボス　アウズンブラ（ネクソン）
- 「SOUND VOLTEX」ボルテナイザー・マキシマ（コナミアミューズメント）

### イベント
- 「第4回全国障害者スポーツ大会」（彩の国まごころ国体MC）
- 「世界エアロビック選手権大会」（大会MC）
- 「ウイニングイレブン」（関連イベント・記者発表MC）
- 「芸王グランプリ」（大道芸全国大会MC）
- 「芸王ダンスコンテスト」（ダンサー日本一決定全国大会MC）
- 「MJトーナメント」（ダーツ全国大会MC）
- 「HOT LINE」（バンドコンテスト全国大会MC）
- 「東京ゲームショウ」（MC）
- 「次世代ワールドホビーフェア」（MC）
- 「東京おもちゃショー」（MC）
- 「ジャパンアミューズメントエキスポ」（MC）
- 「アニメジャパン」（MC）
- 「AOUエキスポ」（MC）
- 「コール オブ デューティシリーズ」（関連イベントMC）
- 「KONAMI Arcade Championship 2011〜2017」（MC）
- 「ジャンプフェスタ」（MC）
- 「ジャンプヴィクトリーカーニバル」（MC）
- 「Yu-Gi-Oh! World Championship」（MC）
- 「ときめきメモリアル Girl's Side」（関連イベントMC）
- 「ラブプラス」（関連イベントMC）
- 「ゴッドイーターフェス」（MC）
- 「AR performers 1st A' LIVE」（MC）
- 「全日本なわとびかっとび王選手権」（MC）
- 「BEMANI PRO LEAGUE」（関連イベントMC）

### その他コンテンツ
- ゲオ店内放送DJ